# Luis Cruzado
Pour les articles homonymes, voir Cruzado.
Luis Cruzado Sánchez, dit « Lucho » Cruzado (né à Lima le 6 juillet 1941 et mort dans la même ville le 14 février 2013) est un footballeur et entraîneur péruvien qui jouait au poste de milieu de terrain.

## Biographie

### Carrière de joueur

#### En club
Surnommé Colorado, Luis Cruzado est le fils d'Arcadio Cruzado, joueur de l'Universitario de Deportes. Comme son père, il s'engage lui aussi au sein de ce dernier club en 1959 et y joue durant presque toute sa carrière. Il remporte avec l'Universitario sept titres de champion du Pérou (voir palmarès ci-dessous), au point d'en devenir un joueur majeur. Il raccroche les crampons en 1974 au CD Walter Ormeño.

#### En équipe nationale
International péruvien, il dispute 26 matchs avec sa sélection entre 1961 et 1971, et participe notamment à la Coupe du monde 1970 organisée au Mexique. Lors du Mondial, il dispute deux matchs : le premier face au Maroc et l'autre face à la RFA. Le Pérou atteint les quarts de finale de la compétition et se fait éliminer par le Brésil, futur vainqueur de l'épreuve.
Il marque son seul but international le 17 août 1969, contre la Bolivie, lors de la victoire du Pérou par trois buts à zéro, match comptant pour les éliminatoires dudit Mondial.

### Carrière d'entraineur
Entraîneur-joueur du CD Walter Ormeño en 1974, il commence véritablement sa carrière d'entraîneur dix ans plus tard au Carlos A. Mannucci. En 1986, il dirige une équipe bis du Pérou lors de la Coupe Nehru en Inde dont seuls les matchs contre la Chine (défaite 1-3) et le pays hôte (victoire 1-0) sont considérés officiels. La même année, il prend en charge les U16 lors du championnat sud-américain de 1986.
Après avoir dirigé le Deportivo San Agustín lors de la Copa Libertadores 1987, le Juventud La Joya en 1988 et une deuxième fois le Carlos A. Mannucci en 1989, il prend en charge l'équipe du Pérou féminine dans les années 1990.

### Décès
Luis Cruzado s'éteint le 14 février 2013 à l'hôpital Dos de Mayo de Lima, victime de problèmes neurologiques dérivés du diabète.

## Palmarès(joueur)
Universitario de Deportes
- Championnat du Pérou (7) :
  - Champion : 1959, 1960, 1964, 1966, 1967, 1969 et 1971.
- Copa Libertadores :
  - Finaliste : 1972.